# Ary Lochakow
Ary Lochakow (născut Ari Loșakov; în rusă Аркадий Лошаков, transliterat: Arkadi Loșakov; n. 8 decembrie 1892, Orhei, gubernia Basarabia, Imperiul Rus – d. 5 octombrie 1941, Paris, Franța sub ocupație nazistă) a fost un evreu basarabean pictor și fotograf francez.

## Biografie
S-a născut în orașul Orhei din același ținut, gubernia Basarabia (Imperiul Rus), în familia fotografului Menahem-Meer Loșakov (?–1914). Frate său mai mare a fost pictorul și pedagogul Mihail Loșakov. A absolvit clasa de peisaj a școlii de pictură din Chișinău, apoi cea din Odesa. A lucrat ca profesor de educație fizică în Orhei.
În 1914, odată cu izbucnirea Primului Război Mondial, a fost înmatriculat la Chișinău pe front ca soldat, în același an a fost rănit. După evenimentele revoluționare din 1917, s-a întors în Basarabia românească, iar în 1920, împreună cu compatriotul și prietenul său, poetul David Knout și familia sa, a plecat la Paris.
A pictat portrete, natură statică și scene de gen. A expus lucrările sale la Salon d'Automne (1922), în saloanele Independent (până în 1939) și Tuileries (până în 1937), expoziția Ballerine, Luminaries, Acrobats (Paris, 1937), Expoziția internațională de la Paris (1937). Expoziții personale s-au ținut în galeria d'Art Haussmann (1932) și în Salle de Fedération francaise des Artistes (1933); natura sa statică a fost achiziționată de guvernul francez. În noiembrie 1936 a participat la reuniunea organizatorică a comunității basarabene de la Paris. A donat picturile sale pentru o loterie de caritate la balul Uniunii Scriitorilor și Jurnaliștilor Ruși din Paris (1937).  
După ocupația germană a Parisului, a fost forțat să se ascundă, murind de foame. Toate lucrările sale au fost vândute la o licitație post-mortem.